# Santo Trafficante Jr.
Santo Trafficante Jr. (15 de novembro de 1914 – 17 de março de 1987) foi um gângster americano e um dos mais poderosos chefes da Máfia dos Estados Unidos. Ele comandou a Família criminosa Trafficante e controlou por anos as operações do crime organizado na Flórida e em Cuba, que já haviam sido consolidadas a partir de várias gangues rivais por seu pai, Santo Trafficante Sr, um mafioso ítalo-americano.
Trafficante mantinha ligações com a Família Bonanno de Nova Iorque, mas ele era mais próximo de Sam Giancana em Chicago. Consequentemente, embora seja geralmente reconhecido como a figura mais poderosa do crime organizado na Flórida durante boa parte do século XX, acredita-se que Trafficante não exercia controle total sobre Miami, Miami Beach, Ft. Lauderdale ou Palm Beach. A costa leste da Flórida era um conglomerado de malha frouxa dos interesses da Máfia Nova-iorquina com ligações com os gângsters Meyer Lansky, Bugsy Siegel, Angelo Bruno, Carlos Marcello e Frank Ragano.
Trafficante tinha vários negócios em Cuba mas seu poder na ilha foi destroçado após a Revolução Cubana e a ascensão de Fidel Castro ao poder. Ele então financiou várias atividades anti-Castro, confessando isso sob juramento no Comitê de Assassinatos da Câmara dos Estados Unidos, em 1978, mas quando seu nome foi implicado nas teorias de conspiração envolvendo o assassinato de John F. Kennedy, algo que ele negou ter qualquer participação. Trafficante teria ficado enfurecido com Kennedy pois ele se recusou a invadir Cuba em 1961 e em 1962 para derrubar Castro.
Apesar de ter sido investigado por vários crimes, como assassinato, obstrução da justiça, exploração de jogos de azar, agiotagem, evasão fiscal e corrupção (sendo inclusive preso, porém liberto, em 1954 por suborno), Trafficante acabou sendo pego pela justiça federal americana apenas pelos crimes de racketeering (uma espécie de rinha de extorsão) e conspiração em 1986. Muitas informações foram descobertas sobre ele durante a investigação do FBI a respeito da Família Bonanno, que estava infiltrada pelo agente Joseph D. Pistone. Trafficante, contudo, nunca foi indiciado formalmente. Em 1987, ele deu entrada no Instituto do Coração, no Texas Medical Center, na cidade de Houston, onde ele acabou falecendo durante uma cirurgia. Sua esposa morreu em 2015, aos 95 anos. Os dois tinham duas filhas.